# Alles auf Rot
Alles auf Rot ist ein deutscher Kriminalfilm von
Lars Becker, der nach dem gleichnamigen Roman von Georg M. Oswald im Auftrag des ZDF gedreht und erstmals am 12. November 2021 auf ARTE ausgestrahlt wurde. Es ist die vierte Episode der Filmreihe Unter Feinden.

## Handlung
Hauptkommissar Mario Diller war es nicht gelungen, die Unschuld seines Kollegen Erich Kessel zu beweisen. Seit zwei Jahren befindet Kessel sich deshalb in Haft. Kurz vor seiner Entlassung spricht ihn sein Mitgefangener Walid Schukri an, er solle den Mann finden, der seine Tochter getötet hat. Kessel, dessen Tochter Ruby trotz einer teuren Operation an ihrer Krankheit gestorben war, hat für diesen Wunsch Verständnis. Er lehnt es zwar ab, den Mann umzubringen, geht aber dennoch auf das Angebot ein. Schließlich muss er sich neu orientieren, da er vorbestraft nicht mehr in den Polizeidienst zurückkehren kann.
Wieder in Freiheit nimmt er Kontakt zu Mohammed Medjoub auf, in dessen Laden Schukris Tochter erschossen wurde. Ihm ist klar, dass Medjoub mehr weiß, als er der Polizei angegeben hat. Auch Diller versucht sich an Medjoub zu halten und bietet ihm die Möglichkeit, in ein Zeugenschutzprogramm aufgenommen zu werden, wenn er gegen den Täter aussagt. Die Staatsanwältin Nazari ist davon überzeugt, dass Schukri sich über Kessel an dem Mörder seiner Tochter rächen will. Deshalb lässt sie Kessel abhören, wovon Diller, der weiterhin mit Kessel freundschaftlich verbunden ist, jedoch nichts weiß. Da er selbst auch unter Verdacht steht, korrupt zu sein, will die Staatsanwältin gleichzeitig auch ihn mit überwachen, sobald er mit Kessel zusammentrifft. Der arbeitet seit seiner Entlassung als Barkeeper und hat dort regen Kontakt zu vielen Kiezgrößen, unter anderem auch Drogendealer Goran Jankovic und Zuhälter Leon Rutten. Rutten erscheint nahezu täglich in der Bar, um eines seiner Mädchen wieder zurück ins „Hotel“ zu holen. Dabei geht er stets sehr brutal vor, sodass Kessel eines Tages ebenso brutal einschreitet und das Mädchen Ruttens Einfluss entzieht und in Sicherheit bringt.
Walid Schukri gelingt derweil die Flucht aus dem Gefängnis und Medjoub, der den Täter kennt, gerät damit unter Druck. Er überlegt mit Kessel zu kooperieren und verrät ihm Ort und Zeitpunkt, wo er den Mann antreffen kann. Kessel nutzt diese Information, bringt den Täter, Goran Jankovic, in seine Gewalt und will ihn Schukri übergeben. Vergeblich versucht Kessel Schukri davon zu überzeugen, sich nicht an Jankovic zu rächen. Als das misslingt, nimmt er Jankovic kurzerhand wieder mit und übergibt ihm Diller. Der bringt ihn zum Polizeirevier, soll aber nun, auf Anweisung der Staatsanwältin, Kessel wegen Entführung festnehmen. So kommt er gerade dazu, wie Schukri sich an Kessel rächt und ihn regelrecht hinrichtet. Diller zögert nicht und erschießt Schukri noch auf der Stelle.

## Rezeption

### Einschaltquote
Die Erstausstrahlung von Alles auf Rot wurde in Deutschland am 12. November 2021 von 5,41 Millionen Zuschauern gesehen und erreichte somit einen Marktanteil von 19,1 Prozent für Arte.

### Kritik
Rainer Tittelbach von Tittelbach.tv wertete: „‚Alles auf Rot‘ klingt nach Roulette und passt entsprechend nicht schlecht zur Philosophie von Beckers Polizeifilmen: das Leben ein Glücksspiel; auf welcher Seite du stehst ist oft Zufall, und nur gut oder nur böse, nur moralisch oder nur korrupt ist keine Option für die Charaktere seiner Krimis. Keine Ironie, dafür durchzieht schöne Melancholie seinen neuen Film, der in seinen Stimmungen an die französischen Polizeifilme der sechziger, siebziger Jahre erinnert und dessen konzentrierter filmischer Stil durch die Corona-Bedingungen offenbar noch forciert wurde. Wehmut kommt am Ende auch beim Zuschauer auf: überall nur Krimis, doch solche atmosphärisch-coolen, Kino-affinen Unikate werden seltener.“
Im deutschen Filmdienst hieß es: „Vierter und abschließender Teil einer fatalistischen Polizeifilm-Reihe, der ihrer Geschichte um Korruption und zwei raue Polizisten ein würdiges Finale bereitet. Die melancholische Stimmung wird noch einmal gekonnt heraufbeschworen, um die Themen Moral und Vertrauen auszuloten.“
Heike Hupertz schrieb in der Frankfurter Allgemeinen Zeitung: „‚Reich oder tot‘, der vierte und finale Polizeifilm über die Hamburger Ermittler Erich Kessel (Fritz Karl) und Mario Diller (Nicholas Ofczarek), ist dramaturgisch direkt wie die Faust aufs Auge, schert sich bloß ums Eingemachte der Verbrechen aus vermeintlicher Ehre und bewegt seine schlichten und komplizierteren Fragen der Moral und des Vertrauens unter extremer Belastung wie seine Vorgänger visuell und atmosphärisch herausragend.“
Oliver Armknecht von film-rezensionen.de meinte: „Ein Doppelmord, ein folgender Auftragsmord, Gewalt, Korruption, Prostitution – es mangelt in ‚Alles auf Rot‘ sicher nicht an moralischen Abgründen. Diese sind dann auch tatsächlich sehenswert. Inhaltlich sollte man an den Krimi aber keine allzu hohen Ansprüche stellen, das ist schon ziemlich konstruiert.“ Aber „es ist schon auf seine Weise faszinierend, diese vielen moralisch fragwürdigen bis verkommenen Leute zu beobachten und darauf zu warten, wie tief das noch gehen wird.“
Bei quotenmeter.de stellte Christian Lukas fest: Protagonist Kessel wurde „als ein Mann [inszeniert], der um seine Fehler ebenso weiß wie um die Tatsache, dass er diese Fehler nie wieder gutmachen kann.“ „Egal, welchen Weg er gehen mag, es wird immer der falsche Weg sein.“ „Mit fortlaufender Spielzeit dreht Regisseur Becker fester an der Spannungsschraube. Die Frage lautet nicht, wer hat was getan. Das alles ist ja von Anfang an weitestgehend bekannt. Die Frage lautet vielmehr, wann diese Schraube überdreht sein und wie sich die Spannung dann entladen wird.“